# San Carlo al Corso

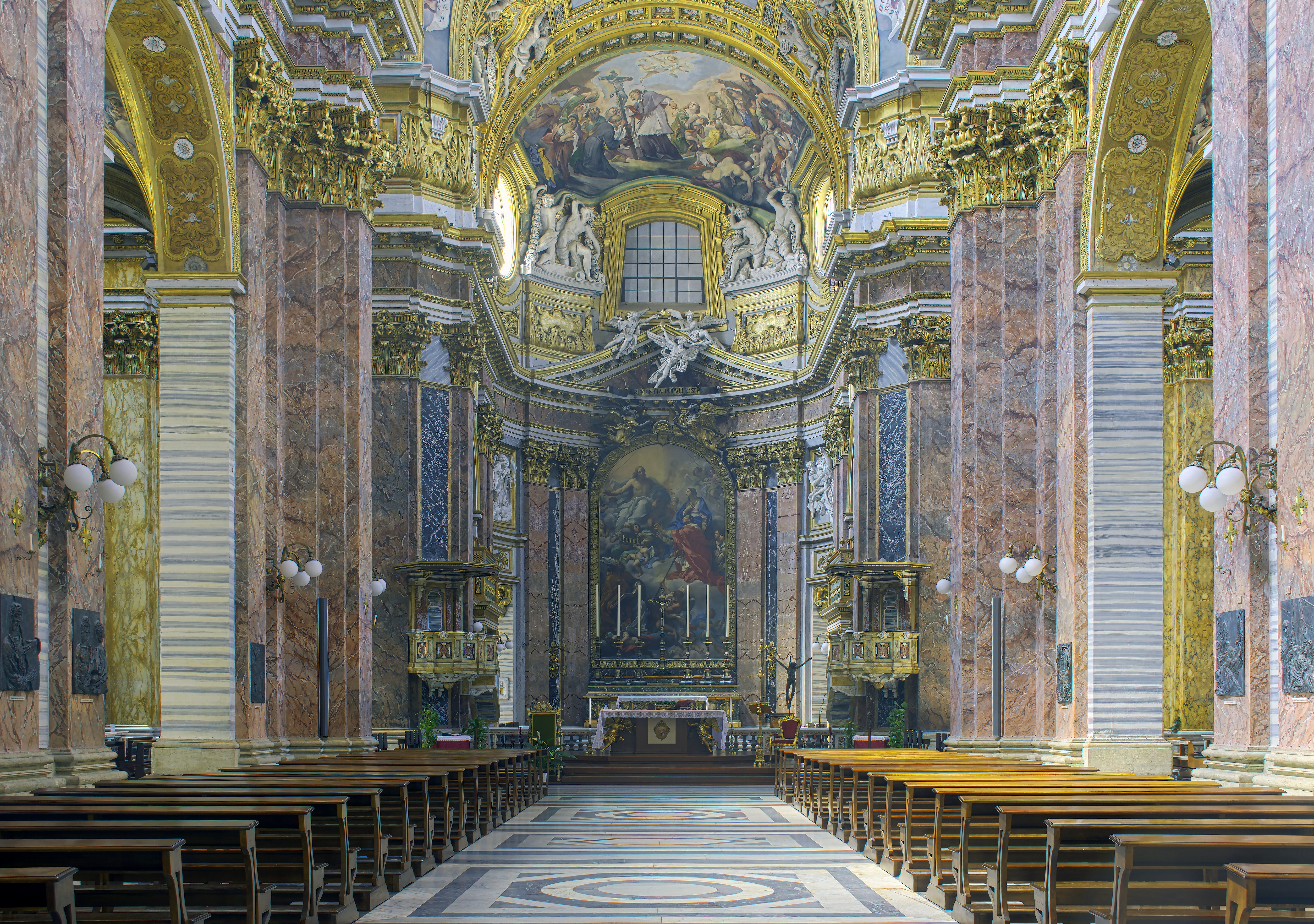
Interieur Ss. Ambrogio e Carlo

De Basilica di Santi Ambrogio e Carlo is een rijk versierde barokke basiliek aan de Via del Corso in Rome. De kerk staat beter bekend als San Carlo al Corso.

## Geschiedenis
De oorspronkelijke kerk op deze locatie heette San Niccolò del Tufo en behoorde toe aan de Lombardische gemeenschap onder paus Sixtus IV. Niet veel later is echter besloten de kerk toe te wijden aan de heilige Ambrosius (339-397), bisschop van Milaan.
In 1610 werd besloten de kerk behalve aan de H.Ambrosius ook te wijden aan de milanese bisschop Carolus Borromeus, ter gelegenheid van diens heiligverklaring (1/11/1610). Op 29 januari 1612 werd de eerste steen gelegd van de nieuwe kerk in zijn huidige vorm. De kerk is ontworpen en werd gebouwd door Onorio en zijn zoon Martino Longi. Voor het ontwerp werd inspiratie gehaald uit de Dom van Milaan, hetgeen blijkt uit de deambulatorio (kooromgang). Ook de dubbele pulpito (preekstoel) doet denken aan de Milanese Dom. Of zijn deze een verwijzing naar de twee heiligen aan wie de kerk is gewijd?
De façade is in 1684 voltooid door Gian Battista Menicucci en Mario da Canepina. De koepel, de op twee na grootste van Rome, en de apsis werden in 1668 voltooid. De koepel is ontworpen door Pietro da Cortona, die ook de koepel ontwierp van de Santissimi Martina e Luca (1635v).
De voorgevel is een ontwerp van kardinaal Omodei, die het niet zag zitten dat de toen vermaarde Carlo Rainaldi dit zou doen.
In 1929 kreeg de Ss. Ambrogio e Carlo de status van 'basilica minor'.

## Interieur
Binnen is een fresco van Giacinto Brandi te zien, ‘’Val van Opstandige Engelen’’ (1677–1679). Het retabel, dat Sint Ambrosius en Sint Carolus voorstelt, werd geschilderd door Carlo Maratta in 1685.
In 1614 werd het hart van Sint Carolus geschonken aan de kerk door kardinaal Federico Borromeo, een familielid van deze heilige. Dit hart is terug te vinden in een nis aan het tabernakel.
Aan de linkerkant van het dwarsschip staat een 16e-eeuwse kapel van Sint Ambrosius.
De tweede kapel aan de rechterkant is opgedragen aan Maria, Helper der christenen (‘’Maria Auxilium Christianorum’’). Zij wordt er ook afgebeeld op een schilderij, dat geschonken werd in de 19e eeuw door Vincent Pallotti.
De derde kapel rechts is opgedragen aan de Heilige Familie. Er is een afbeelding te zien van de Verlosser met Sint Ambrosius en Sint Carolus, alsook een grafmonument voor Federico Borromeo.
Het interieur is volledig gerenoveerd in 2001. Echter bleken er volgens de Italiaanse krant Il Messaggero nog steeds scheuren in de muren te zitten waardoor er een zeker instortingsgevaar bestond. Inmiddels zijn er diverse ondersteuningen aangebracht en is de kerk weer stabiel.

## Kapel vanSint Olaf
Links staat de kapel van Sint Olaf van Noorwegen. De kapel werd ingehuldigd door kardinaal Lucido Maria Parocchi op 9 april 1893.
Het schilderij, waarop Olaf wordt voorgesteld als staande op een draak, is een werk van de Poolse kunstenaar Pius Wleonski en stelt de overwinning voor van Sint Olaf op zijn verleden. Sint Olaf was namelijk ooit Viking, maar bekeerde zich later tot het christendom. Het schilderij was een geschenk voor Paus Leo XIII en werd op 3 maart 1893 door baron Wedel Jarlsberg aan de paus geschonken. Bisschop Johannes Olaf Fallize uit Noorwegen stelde de vraag of het in deze kerk kon tentoongesteld worden. De paus ging akkoord en daardoor kan men het vandaag hier nog altijd bekijken.
Een kleinere afbeelding op het altaar toont de heilige Anna, samen met haar dochter Maria. Sint Anna was een zeer populaire heilige in het Noorwegen van voor de Reformatie.
De relikwieën van een romaans heilige liggen begraven onder het altaar. Behalve zijn naam, Sint Saturninus, is er niets over hem geweten.
De kapel werd in de vorige eeuw gerestaureerd en ingewijd door bisschop Gran van Oslo in 1980.
De eucharistieviering vindt op kerstdag en op 17 mei, de dag dat in 1814 de Noorse grondwet werd goedgekeurd en ondertekend, plaats in het Noors. Vele Noren, wonend in Italië, waaronder ook niet-katholieken, wonen dan de misviering bij. Noorse pelgrims kunnen ook op voorhand een afspraak maken om er de eucharistieviering te houden.

## Huwelijk van Liszt
De San Carlo al Corso is de kerk waar het huwelijk zou worden voltrokken tussen Franz Liszt en Carolyne zu Sayn-Wittgenstein. Vanaf 1849 verleende deze Poolse prinses gastvrijheid aan Liszt, haar grote liefde, op de Altenburg in Weimar. In 1860 vertrok zij naar Rome om haar huwelijk met de Russische officier Nikolaus te laten ontbinden - dat vijf jaar eerder reeds in Rusland was voltrokken Nadat dit in januari 1861 lukte, organiseerde zij haar verbintenis met Liszt op 22 oktober 1861, Liszts 50e verjaardag, in haar parochiekerk de San Carlo. Op 20 oktober arriveerde Liszt in Rome en legde met Carolyne een huwelijksverklaring af. Ondertussen wist bisschop Von Hohenlohe een broer van Carolynes schoonzoon, met behulp van verwanten van Carolyne, de huwelijksvoltrekking te verhinderen - en zo Carolynes kapitaal in de families te houden: op de vooravond van het huwelijk kreeg Carolyne van de pastoor der San Carlo het bericht dat de aanvraag werd heroverwogen en de verbintenis werd uitgesteld. Hierop verbrak zij haar relatie met Liszt. Deze bleef daarna in Rome, waar hij theologie studeerde, bevriend raakte met Von Hohenlohe, van hem de lagere wijdingen ontving en als ‘Abbé Liszt’ door het leven ging.

## Titelkerk
Sinds 1967 is de Santi Ambrogio e Carlo in gebruik als titelkerk. De volgende kardinalen waren achtereenvolgens titularis:
- 1967-1972: Angelo Dell'Acqua
- 1973-1997: Ugo Poletti
- 1998-2017: Dionigi Tettamanzi